# مارتن فن در لیندن
مارتن فن در لیندن (انگلیسی: Maarten van der Linden؛ زادهٔ ۹ مارس ۱۹۶۹) ورزشکار روئینگ اهل پادشاهی هلند است.
وی در مسابقات کشوری و بین‌المللی در مجموع برندهٔ ۱ مدال نقره شده‌است.